# Huatou-Meditation
Huatou-Meditation (話頭；Pinyin: huàtóu; dt. in etwa 'Wortkopf') ist eine Meditationstechnik, die in der chinesischen Chan-Tradition (der Ursprungsform des japanischen Zen) entwickelt wurde und fast ausschließlich in dieser praktiziert wird. Sie ist eng mit der Gong'an-Technik (jp: Koan) verwandt, hat jedoch deutliche Unterschiede zu dieser.
In der Huatou-Praxis wird dem Praktizierenden ein Wort bzw. eine Silbe, meist ein Schlüsselwort aus einem Koan, übergeben, die der Übende ergründen soll. Diese Ergründung versteht sich allerdings nicht im Rahmen des zu Grunde liegenden Koans. Es geht vielmehr darum, den Moment dessen Erscheinens im Bewusstsein (den 'Kopf des Wortes') zu erfassen und damit die Entstehung des Gedankens und die wahre Bedeutung des Wortes zu verstehen.